# Sulla maniera e la utilità delle traduzioni
Sulla maniera e la utilità delle traduzioni (De l'Esprit des traductions) è un saggio scritto in francese da Anne Louise Germaine de Staël, meglio nota come Madame de Staël, tradotto in italiano e pubblicato da Pietro Giordani nel gennaio del 1816 sul primo numero della Biblioteca Italiana.
La sua pubblicazione diede inizio a un lungo dibattito fra scrittori classicisti e romantici in un periodo in cui la letteratura tedesca e inglese erano animate da un profondo rinnovamento a opera del Romanticismo, mentre la letteratura italiana, arroccata  su posizioni di ferma adesione agli ideali del Neoclassicismo e dell'Arcadia, mostrava sempre più evidentemente di perdere terreno rispetto all'influenza che nei secoli precedenti aveva esercitato nella cultura europea.
Madame de Staël riconosceva la grandezza dei classici del Rinascimento, ma obiettava che, scrivendo in latino, essi erano rivolti a un pubblico molto ristretto, e per di più in una lingua artificiosa, anzi "morta, e non antica". Osservava che Fracastoro, Poliziano, Sannazaro furono grandi poeti alla stregua di Virgilio e di Orazio, ma oggi quasi del tutto dimenticati, perché scarsa e breve è la gloria fondata sull'imitazione.

Secondo l'articolo, era necessario che gli italiani, affinché le lettere non si isterilissero, traducessero le opere di autori inglesi e tedeschi e rinunciassero alla tradizione classicistica con il suo apparato di mitologia ormai incomprensibile:
Quando i letterati d'un paese si vedono cader tutti e sovente nella ripetizione delle immagini, degli stessi concetti, de' modi medesimi; segno è manifesto che le fantasie impovriscono, le lettere isteriliscono: a rifornirle non ci è migliore compenso che tradurre da poeti d'altre nazioni.